# Caenis corana
Caenis corana is een haft uit de familie Caenidae. De wetenschappelijke naam van de soort is voor het eerst geldig gepubliceerd in 1989 door Thomas & Sartori.
De soort komt voor in het Palearctisch gebied.